# Omocodia
Si ha omocodia quando due o più persone presentano sulla base di un certo calcolo lo stesso codice fiscale.

## Origine del fenomeno
Quando, con il Decreto del presidente della Repubblica n. 605 del 29 settembre 1973, venne attribuito un codice alfanumerico a tutti i soggetti che si rapportano al fisco italiano per rendere efficiente l'amministrazione finanziaria, non si volle uno strumento con il quale ogni contribuente avesse un proprio numero esclusivo, invece si optò per un codice desumibile dai dati anagrafici della persona.
In particolare, invece di indicare nome, cognome, data e luogo di nascita, bastò fornire un codice di 16 caratteri alfanumerici, 15 caratteri basati sui detti dati anagrafici seguiti da una lettera (cosiddetto carattere di controllo) determinata sulla base di un algoritmo e dei caratteri precedenti.
Il sistema non garantisce di per sé l'univocità in quanto per due o più contribuenti i dati anagrafici codificati possono coincidere, il che è frequente, soprattutto laddove sono diffusi certi cognomi.
Giacché il carattere di controllo è uguale se i precedenti 15 sono uguali, è lo stesso il codice calcolato alla cieca di soggetti con nomi identici nella codifica, nati nello stesso giorno mese e anno, nella stessa città e dello stesso sesso.
Per esempio ipotetici Lucio Marano e Luca Moreno nati a Roma il 1º gennaio 2000 forniscono sempre la stessa combinazione di caratteri, MRN LCU, 00A01, H501 (quest'ultimo è il codice catastale del comune di Roma): per entrambi il codice fiscale sarebbe "MRN LCU 00A01 H501 J".
Consapevole della possibilità di fenomeni del genere, il legislatore prescrisse che il Ministero dell'economia e delle finanze avrebbe provveduto, di sua iniziativa o su segnalazione del cittadino, all'attribuzione ai soggetti di un codice fiscale differenziato, eseguendo, nell'ambito dei sette caratteri numerici contenuti nel codice, sistematiche sostituzioni di una o più cifre a partire da quella di destra, con corrispondenti caratteri alfabetici secondo il seguente schema:
0=L
1=M
2=N
3=P
4=Q
5=R
6=S
7=T
8=U
9=V
Tali codici, attribuiti secondo una forma non-standard, sono pertanto divenuti codici validi per dette persone.

## Dimensioni del fenomeno
Il legislatore sottovalutò il fenomeno, ritenendo che fosse ridotto ad alcune zone densamente popolate e che il Ministero delle Finanze potesse regolare da solo tali casi. L'omocodia è diffusa soprattutto tra gli stranieri, principalmente per due motivi. In primo luogo, per i nati all'estero il codice catastale non identifica il Comune di nascita ma lo Stato di nascita: ciò, come si può immaginare, costituisce una fonte di omocodia di dimensioni non trascurabili. Inoltre, in molti paesi esteri, specie dell'area arabo-musulmana, non esiste la tradizione di fissare il giorno di nascita, per cui molti immigrati, all'atto della registrazione negli archivi dell'Anagrafe tributaria, indicano come data di nascita una data simbolica, quasi sempre ricorrente (ad esempio, moltissimi immigrati dichiarano d'essere nati il 1º gennaio), il che è fonte di confusione.
Aggiunto a quanto già detto sulle lagnanze di contribuenti che hanno avuto problemi con il fisco a causa dell'omonimia e dell'omocodia, è chiaro che il fenomeno non è da sottovalutare.
A tutto il 2015 fonti ufficiali hanno riferito di 35.800 posizioni per le quali è stato necessario differenziare il codice fiscale (33.857 basi di omocodia con 2 codici fiscali; 1943 basi di omocodia con 3 o più codici fiscali).

## Calcolo arbitrario del codice fiscale
Le difficoltà inoltre non si limitano all'omocodia originaria: il fenomeno ha altri risvolti. In considerazione dei tempi, infatti, in cui fu concepito, non si partì dal presupposto che ognuno potesse essere in grado di calcolare il proprio codice fiscale; al contrario, si ritenne che per verificare la validità del codice fiscale fosse necessario rivolgersi a soggetti istituzionalmente competenti.
D'altra parte, la rivoluzione informatica ha messo a disposizione di tutti strumenti per il calcolo (salvo buon fine) del codice fiscale: numerosi sono i siti di enti pubblici che offrono on line questo servizio. Ciò ha fatto sì che in numerosi casi il codice fiscale viene calcolato "alla cieca", solo sulla base dei dati anagrafici, ossia a meno dei casi di omocodia. In alcuni casi si è di fronte addirittura ad abusi, giacché, come detto, il codice viene calcolato tout court.
All'errata attribuzione di uno stesso codice a due persone va dunque aggiunto il problema dell'uso errato di un codice da parte di persone che ancora non ne hanno avuto (o l'hanno avuto senza esserne consapevoli) uno ufficiale. Pochi sono infatti coloro che sono a conoscenza dell'esistenza dell'omocodia, ritenendo erroneamente che la lettera finale costituisca una garanzia assoluta di differenziazione.

## Mancato riconoscimento dei codici fiscali differenziati
A prescindere dall'abuso/leggerezza con cui il fenomeno è preso in considerazione dagli stessi operatori giuridici ed economici, di recente soggetti come le Poste o i servizi di telefonia mobile sono stati oggetto di lamentele di persone che non hanno potuto accedere a certi servizi on line, quelli basati appunto sull'indicazione del codice fiscale.
Tali siti infatti non riconoscono i codici fiscali differenziati, proprio perché questi sono attribuiti dal Ministero delle Finanze e non calcolati da un programma informatico. La cosa spinge inoltre molte persone ad aggirare il fenomeno, registrandosi con codici non corretti (pur corrispondenti ai dati anagrafici) ufficialmente non attribuiti.